# ラビタ・バクー
ラビタ・バクー（ローマ字表記Rabita Baku、原語表記Rabitə Voleybol Klubunun Bakı）は、アゼルバイジャン・スーパーリーグに所属し、バクーを本拠地とする女子バレーボールチームである。

## 概要
ラビタ・バクーは2004年に設立された。
アゼルバイジャン・スーパーリーグでは近年海外からトップ選手を集め多国籍軍化し強化しているクラブチームが多い。
その為CEVが主催する大会では上位に進出し活躍する。
アゼルレイル・バクー、VKバクー、イトゥサチ・バクーなどがある。

## 受賞歴
アゼルバイジャンリーグ優勝　（2008-09, 2009-10, 2010-11, 2011-12, 2012-13, 2013-14, 2014-15, 2016-17）
CEVチャンピオンズリーグ準優勝　（2011年）

## 歴代所属選手
- ナタリア・マーマドワ
- オレナ・ハルチェンコ
- ミラ・ゴルボビッチ
- ナターシャ・クルスマノビッチ
- ヤスナ・マイストロビッチ
- サーニャ・スタロビッチ
- シルビヤ・ポポビッチ
- スザナ・チェービッチ
- ナターシャ・オスモクロビッチ
- キンバリー・グラース
- フォルケ・アキンラデウォ
- ケーラ・バンワース
- カースティ・ジャクソン
- テトリ・ディクソン
- カティ・ラツバイト
- アンゲリナ・グリューン
- マデライネ・モンターニョ
- ペリン・チェリック
- カタジナ・スコルパ
- カタジナ・スコブロニスカ
- アウレア・クルス
- ドブリアナ・ラバジエバ
- ブレンダ・カスティージョ
- レイチェル・ローク
- ヌットサラ・トムコム
- バレリー・クルトワ
- フランチェスカ・フェレッティ
- ヨアナ・パラシオス
- アナ・クレヘル
- ルツィエ・ミュールシュタイノバ
- マリヤ・フィリポバ
- ラドミラ・ベレスネワ